# Josh Hartnett
Joshua Daniel "Josh" Hartnett (n. 21 iulie 1978, Saint Paul, Minnesota, SUA) este un actor și producător american de cinematografie. A devenit celebru la începutul anilor 2000 după ce a interpretat roluri principale din filmele Pearl Harbor în 2001 și Elicopter la pământ în 2002.

## Date biografice
Josh Hartnett s-a născut în Saint Paul, Minnesota și a crescut în Minneapolis, Minnesota. A fost crescut în mare parte de tatăl său, Daniel Hartnett și de mama sa vitregă, Molly. A copilărit în Saint Paul și a absolvit liceul South Highschool din Minneapolis în iunie 1996. A jucat fotbal în liceu, a lucrat la McDonalds și la Burger King și este vegetarian. Este un mare fan al muzicii jazz.
A intrat în atenția publicului prima dată cu rolul "Michael 'Fitz' Fitzgerald" în serialul de televiziune Cracker. Și-a făcut debutul în filmul artistic în 1998, jucând alături de Jamie Lee Curtis în Halloween H20: După 20 de ani pentru Miramax. În același an, a avut o nominalizare la Premiile MTV Movie pentru Cea mai bună interpretare. Tot în 1998, Hartnett a jucat în filmul Școala sub teroare, regia Robert Rodriguez, din nou pentru Miramax. În 1999 a jucat în filmul producție Paramount Classics Sinuciderea fecioarelor, o comedie neagră de succes. În film apare alături de Kirsten Dunst, acesta fiind debutul regizoral al Sofiei Coppola. În 2001 Hartnett a avut o activitate de succes, jucând în trei filme.
El a interpretat un rol în producția Lions Gate Film O de la Othello, o versiune modernă a piesei Othello. A interpretat personajul rău și periculos Hugo, interpretare care i-a adus multă apreciere. Apoi, a avut un rol principal în blockbuster-ul lui Jerry Bruckheimer, Pearl Harbor, care a adus încasări de peste 1 miliard de dolari pentru Disney. S-a îndreptat spre Maroc, unde a jucat în producția Sony Elicopter la pământ, pentru regizorul Ridley Scott, din nou o producție Jerry Bruckheimer.
Filmul, bazat pe romanul omonim al lui Mark Bowden din 1999 , istorisește povestea unei misiuni americane în Somalia, care a avut un destin trist, în data de 3 octombrie 1993. În 2002 National Theater Owners i-a acordat premiul ShoWest 2002 , Starul Masculin al zilei de mâine. Recent, Josh Hartnett a putut fi urmărit în filmul producție MGM Cărări întortocheate, alături de Diane Krueger și Rose Byrne, regia Paul McGuigan, și în producția Miramax Sin City, regia Robert Rodriguez. A apărut și în Dulcele sărut al Daliei, producție Universal, regia Brian De Palma și Te iubesc la nebunie, scenariul Ron Bass (o poveste de dragoste între oameni care prezintă sindromul Asperger, o formă de autism, ale căror disfuncții emoționale amenință să saboteze povestea lor de dragoste ce tocmai se înfiripă). În 2007 apare în Ressurecting The Champ, alături de Samuel. L Jackson și 30 Days of Night alături de Melissa George.
A fost nominalizat la premiile Teen Choice pentru rolurile din Elicopter la pământ, Cât reziști fără sex, Pearl Harbor, Raiul pe pământ și 30 Days of Night. A fost nominalizat la MTV Movie Awards, la categoria Cea mai Bună Interpretare Masculină pentru rolurile din Pearl Harbor și Halloween H20: După 20 de ani.

## Filmografie

### Cinematografie

#### Anii 2010
- 2011 : Singularity (Singularity) - rol: James Stewart/Jay Fennel (în producție)
- 2011 : Stuck Between Stations (Stuck Between Stations) - rol: Paddy
- 2011 : Girl Walks Into a Bar (Girl Walks Into a Bar) - rol: Sam Salazar
- 2010 : Bunraku (Bunraku) - rol: Străinul

#### Anii 2000
- 2009 : Odată cu Ploaia (I Come with the Rain) -  rol: Kline
- 2008 : August (August) - rol: Tom Sterling
- 2008 : T Takes: Lobby (T Takes) - rol: Josh
- 2007 : 30 Days of Night (30 Days of Night) - rol: Eben Oleson
- 2007 : Resurrecting the Champ (Resurrecting the Champ) - rol: Erik Kernan
- 2007 : Povești americane (Stories USA) - rol: Gianni
- 2006 : Dulcele sărut al Daliei (The Black Dahlia) - rol: Dwight 'Bucky' Bleichert
- 2006 : Slevin: Nevinovat cu ghinion (Lucky Number Slevin) - rol: Slevin Kelevra
- 2005 : Sin City (Frank Miller's Sin City) - rol: Comis voiajorul
- 2005 : Te iubesc la nebunie! (Mozart and the Whale) - rol: Donald Morton
- 2005 : Suflete pierdute (Stories of Lost Souls) - rol: Vecinul
- 2004 : Cărări întortocheate (Wicker Park) - rol: Matthew
- 2003 : Copoi de Hollywood (Hollywood Homicide) - rol: K.C. Calden
- 2003 : Zéro Un (Zéro Un) - rol: Vecinul
- 2002 : Cât reziști fără sex? (40 Days and 40 Nights) - rol: Matt Sullivan
- 2002 : Elicopter la pământ! (Black Hawk Down) - rol: Sergentul Matt Eversmann
- 2001 : O de la Othello (O) - rol: Hugo Goulding
- 2001 : Pearl Harbor (Pearl Harbor) - rol: căpitanul Danny Walker
- 2001 : Blow Dry (Blow Dry) - rol: Brian Allen
- 2001 : Dragoste și belele (Town & Country) - rol: Tom Stoddard
- 2001 : Member (Member) - rol: Gianni (Scurt-metraj)
- 2001 : The Same (The Same) - rol: Vecinul (Scurt-metraj)
- 2000 : Raiul pe pământ (Here on Earth) - rol: Jasper Arnold

#### Anii 1990
- 1999 : Sinuciderea fecioarelor (The Virgin Suicides) - rol: Trip Fontaine
- 1998 : Școală sub teroare (The Faculty) - rol: Zeke Tyler
- 1998 : Halloween H20: După 20 de ani (Halloween H20: 20 Years Later) - rol: John Tate
- 1998 : Debutante (Debutante) - rol: Bill (Scurt-metraj)

### Televiziune
- 1997-1999 : Cracker (Cracker) - rol: Michael 'Fitz' Fitzgerald

### Filmografie - Producător
- 2009 : Nobody (Nobody)
- 2008 : August (August)